# Saldo budżetowe
Saldo budżetowe – nadwyżka lub deficyt w budżecie państwa, tj. nadwyżka dochodów względem wydatków budżetu w danym roku lub odwrotnie- nadwyżka wydatków nad dochodami. 
Salda budżetu państwa nie można jednak sprowadzać wyłącznie do rachunkowego wyliczenia różnicy między dochodami a wydatkami budżetowymi. 

## Rodzaje salda budżetowego
Pełna interpretacja treści salda budżetu wymaga spojrzenia na nie z różnych punktów widzenia. W związku z tym, można wyróżnić kilka jego rodzajów:
- saldo kredytowe i majątkowe

W przypadku salda kredytowego, budżet uważa się za zrównoważony, gdy w trakcie trwania jego okresu obrachunkowego państwo nie zaciągnęło nowych pożyczek publicznych. Zgodnie z tą koncepcją, do dochodów budżetowych nie mogą być zaliczane środki pochodzące z poprzednich okresów, a także pożyczki. Jednocześnie wydatki na obsługę długu publicznego nie mogą być ujmowane w wydatkach budżetowych.
Majątkowe saldo budżetu jest różnicą między dochodami budżetowymi, pomniejszonymi o dochody ze sprzedaży majątku publicznego i o pożyczki zaciągane w celu sfinansowania określonych inwestycji, a wydatkami bieżącymi budżetu.
- saldo ogólne i krajowe

Istota salda ogólnego pokrywa się z koncepcją salda kredytowego, natomiast saldo krajowe uzyskuje się poprzez skorygowanie salda ogólnego o budżetowe rozliczenia zagraniczne.
- saldo realne i nominalne

Podział salda na realne i nominalne związane jest z występowaniem inflacji w gospodarce, która wpływa w różnych stopniu na kształtowanie się dochodów i wydatków budżetowych.
Zaprezentowane rodzaje sald nie wykluczają się nawzajem, lecz uzupełniają, stwarzając dobre podstawy do prowadzenia analiz obrachunkowych. Niemniej jednak ich interpretacja stwarza pewne kontrowersje wokół treści i znaczenia budżetu państwa.